# Probus (biskup Bizancjum)
Probus – biskup Bizancjum w latach 293–306. Był synem Domecjusza. Jego bratem był Metrofan, następcą na stolicy biskupiej. 